# Iglódi Endre
Iglódi Endre (Nagykanizsa, 1954. február 19. –) magyar ügyvéd, a Magyar Ügyvédi Kamara tisztségviselője, a Magyar Olimpiai Akadémia elnöke.

## Család
Testvérei dr. Iglódi István, Iglódi Imre.
Felesége dr. Iglódiné dr. Eggenhofer Bernadett. Gyermekei dr. Iglódi Máté, dr. Iglódi Réka, Iglódi Emese.

## Tanulmányok
Nagykanizsán az egykori Kun Béla Általános Iskolába járt, majd a Landler Jenő Gimnáziumban érettségizett. Budapesten az Eötvös Lóránd Tudományegyetem Állam- és Jogtudományi Karán végzett.

## Pályafutás

### Sport
Nagykanizsán a MÁV NTE labdarúgócsapatában játszott (kapus poszton).
Az ELTE Állam- és Jogtudományi Karán és az egyetem Budaörsi úti kollégiumában is a sportügyekért felelt. Létrehozta és csapatkapitánya lett a kor országosan meghatározó és sokszoros bajnok kispályás egyetemi labdarúgócsapatának, a Viktóriának. 153 ízben játszott a BEAC labdarúgó-együttesében.
1980-ban tagja volt a bajnoki címet szerző és NB II-es indulást kiharcoló Keszthelyi Haladás  labdarúgócsapatának, amely Pro Urbe díjat kapott.

### Sajtó
Az egyetemi évek alatt írni kezdett sport és színház témákban a megyei és az egyetemi lapokban.
1981-től társadalmi munkában a Nemzeti Sport, Keszthelyi Hírlap és a Zalai Hírlap térségi tudósítója.
2000-től 19 éven át heti sportműsort közvetített a Helikon rádióban.

### Jog
A diploma átvétele után, 1979. március 16-tól ügyvédjelölt Keszthelyen, mely városhoz elkötelezetten lokálpatrióta révén, azóta is szüntelen hűséges. 1980. június 7-én Budapesten megnyerte az országos ügyvédjelölti perbeszédversenyt, 1981-ben jeles eredménnyel szakvizsgázott. 1981. augusztus 1-tól ügyvéd Keszthelyen.
2013 óta a jogi szakvizsga bizottság tagja.

### Társadalmi szerepvállalás
1990–1994 között Keszthely város önkormányzati képviselője.
2007-ben Keszthelyen létrehozta a Csik Ferenc Olimpiai Baráti Kör Egyesületet. Emléküléseket szervezett a Keszthelyi Ügyvédi Munkaközösség alapítói emlékére.

## Tisztségei
A Magyar Ügyvédi Kamara tisztségviselője, elnökségi tagja.
A MOB Emlék- és Hagyományőrző Bizottságának a tagja.
A Magyar Kézilabda Szövetség Emlék Albizottság elnöke
A Magyar Olimpia Akadémia elnöke. 

## Díjai, elismerései
- Keszthely város sportjáért, 2008. 03. 27.
- Magyar Olimpiai Akadémia Emlékjelvény, 2009. 03. 06.
- Keszthely Pro Urbe, 2010. 06. 05.
- Hévíz Város sportjáért, 2011. 06. 16.
- Magyar Ügyvédségért díj, 2015. 11. 14.
- Hévíz Kézilabdázásáért, 2018. 01. 26.
- Hévíz Pro Urbe, 2018. 05. 01.
- Magyar Kézilabdázásért, 2020. 06. 06.
- Magyar Köztársasági Arany Érdemkereszt, 2023. 03. 13.
- Balaton díj, 2023. 05. 27.
- Keszthely Város Díszpolgára, 2023.06.03.
- MOB „A sport szolgálatában” Fair Play díj, 2023. 12. 04.

## Főbb publikációi[pontosabban?]
- XX. századi keszthelyi olimpikonok, 2004.
- Hévíz kézilabda története, 2015.
- Történetek, 2020.
- Keszthelyi Ügyvédség 100 éve, 2020.
- A Zala megyei kézilabda 70 éve, 2021.
- Viktória egy kispályás csapat nagy története, 2022.
- Keszthely sporttörténete, 2024.

## Felajánlásai
- Deák Ferenc-emléktábla, Keszthely, 2003.
- Keszthely XX. századi olimpikonjai, Keszthely, 2004.
- Mindszenty József-mellszobor, Esztergom, 2020.
- A magyar Teréz anya-dombormű, Olaszfa, 2021.
- Máté Péter-mellszobor, Budapest, 2021.
- Kodály Zoltán-szobor, Nagykanizsa, 2022.
- Mindszenty József-dombormű, Szigliget, 2022.
- Petőfi Sándor-mellszobor, Nagykanizsa, 2023.